# Conjecture de Kelvin

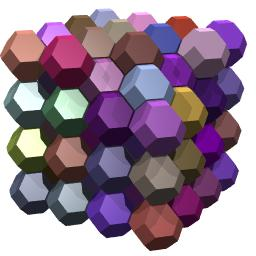
Pavage que Kelvin présumait optimal

La conjecture de Kelvin, énoncée pour la première fois par le physicien et mathématicien Lord Kelvin, présente la question de la recherche d'un nid d'abeille (c'est-à-dire un pavage de l'espace euclidien de dimension 3) par des cellules de volumes identiques et de surface minimale.

## Histoire
Le savant Kelvin énonça en 1887 qu'un pavage par l'octaèdre tronqué à 14 faces (8 hexagones, légèrement incurvés pour satisfaire aux conditions de Plateau, et 6 carrés) était la solution optimale du problème,. Durant un siècle, les chercheurs ont essayé de démontrer ou d'infirmer ce résultat. La majorité des spécialistes (y compris Hermann Weyl en 1952) pensait qu'il était vrai.

### Résolution

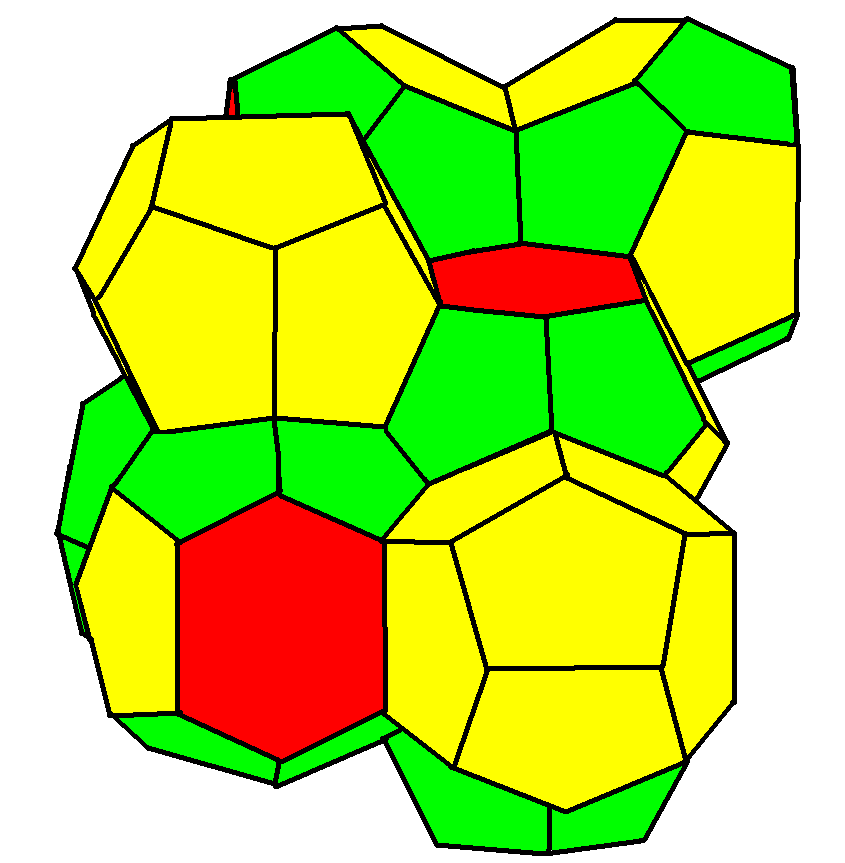
Contre-exemple de Weaire–Phelan

En 1993, Denis Weaire (en) et son étudiant Robert Phelan, travaillant au Trinity College, ont trouvé un contre-exemple, la structure de Weaire-Phelan, qui diminue la surface totale de 3%. On peut paver l'espace par répétitions de cette cellule, composée de huit polyèdres à faces irrégulières : six tétradécaèdres (à 2 faces hexagonales et 12 pentagonales) et deux pyritoèdres (dodécaèdres à faces pentagonales ; cette fois, ce sont les pentagones qui sont incurvés).

### Développements ultérieurs
On pensait que cette structure, meilleure que celle de Kelvin, était optimale, mais en 2016, Éric Opsomer et Nicolas Vandewalle, deux chercheurs de l'université de Liège (Belgique) ont trouvé une structure encore meilleure. Elle est composée de 24 polyèdres dont 16 à 12 faces et 8 à 16 faces. Pour trouver cette structure, les deux chercheurs ont mis au point un logiciel qui a testé des milliards de possibilités de pavage de l'espace.

## Source et références
(en) Eric W. Weisstein, « Kelvin's Conjecture », sur MathWorld
1. ↑  « Beating Kelvin's partition of space », sur kenbrakke.com (consulté le 7 août 2023)
2. 1 2  « Des bulles à la piscine… | Accromath », sur accromath.uqam.ca (consulté le 7 août 2023)
3. ↑  « Graphics Archive - Lord Kelvin's Conjecture Disproved (II) by Stuart Levy, John Sullivan, Ken Brakke », sur www.geom.uiuc.edu (consulté le 7 août 2023)
4. ↑  « Kelvin's Conjecture », sur archive.lib.msu.edu (consulté le 10 septembre 2023)
5. ↑  DUPUIS H., « Mieux que Kelvin! », Athéna,‎ novembre 2016, p. 42 - 43 (lire en ligne)